# Haus Velde

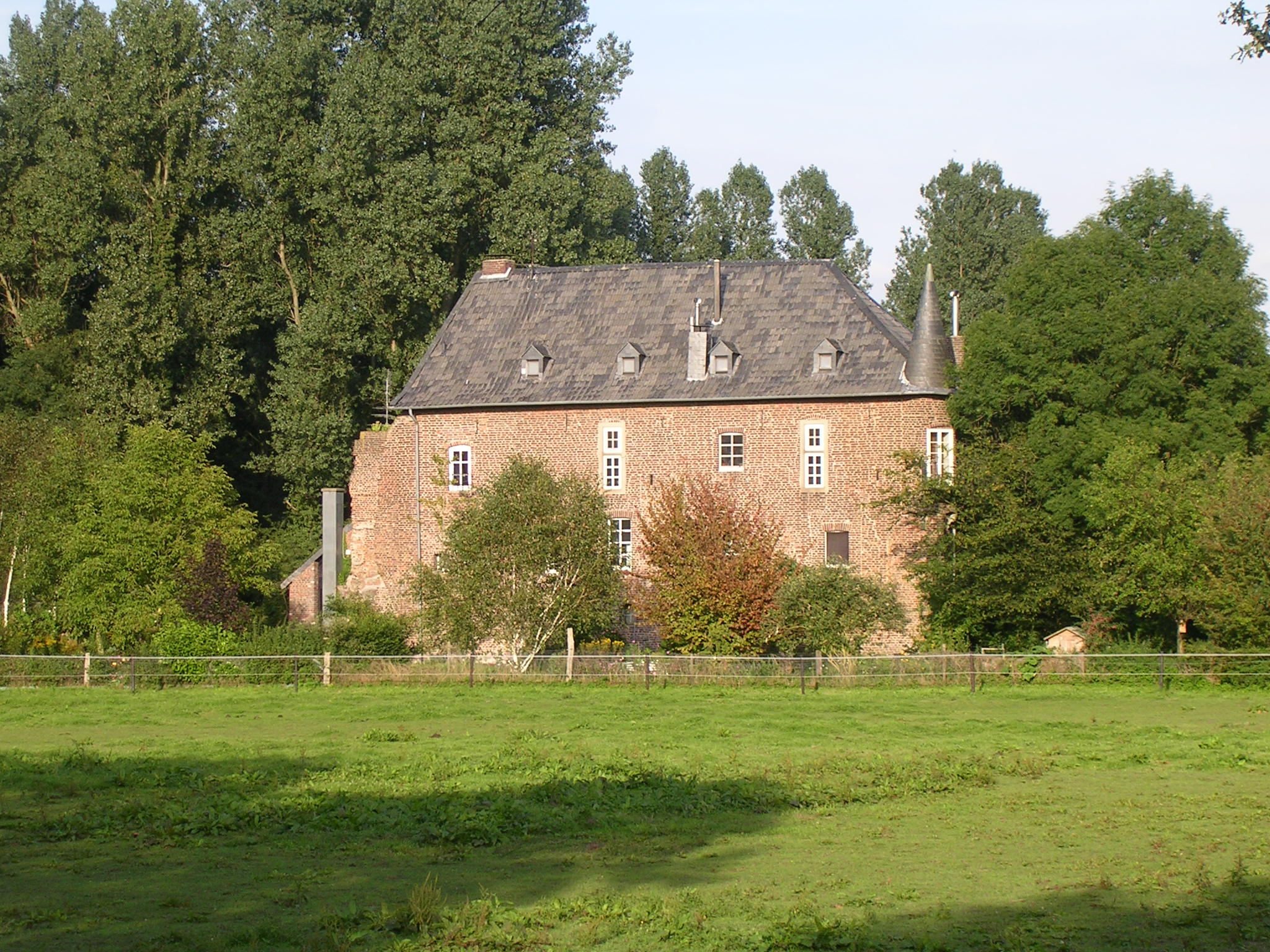
Haus Velde

Haus Velde ist eines der bedeutendsten Baudenkmäler der Stadt Kempen am Niederrhein. Das ehemalige Rittergut befindet sich ca. 3 km nördlich außerhalb der Stadt in der Gemarkung Schmalbroich zwischen den Wohnplätzen Voesch im Osten und Wall im Westen südlich der Bundesautobahn 40.
Der beeindruckende Renaissancebau liegt von großen Bäumen beschützt am Rande des Naturschutzgebietes Schlootkuhlen, das durch eine Bruchlandschaft und durch kleine Wasserflächen, entstanden durch den ehemaligen Torfabbau, geprägt ist.

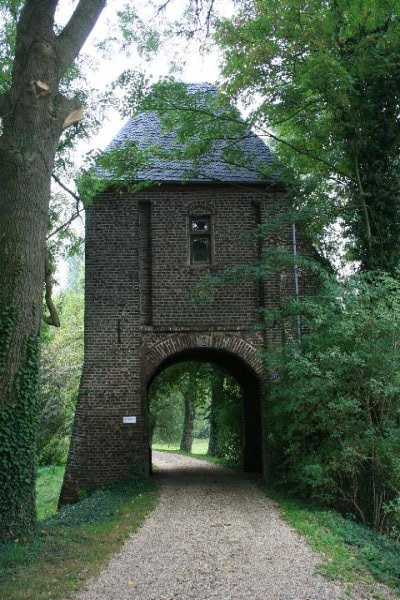
Torhausturm

Erwähnt wurde Haus Velde erstmals im 13. Jahrhundert. Es diente der Sicherung des Erzstifts Köln gegen das Herzogtum Geldern. Später gehörte es den von Spee. 
Der heute zu sehende Gebäudekomplex stammt zum Teil aus dem frühen 16. Jahrhundert. Besonders zu erwähnen ist das Wappen auf der Hauptfassade zum Innenhof, das das Jahr 1527 aufweist und die Initialen der damaligen Eigentümer trägt, die maßgeblich an der Umgestaltung des Rittersitzes beteiligt waren, und deren bauliche Veränderungen zum Teil bis heute erhalten sind. Auf der Rückseite des Haupthauses ist die Ruine eines alten Treppenhauses erhalten, die den Zugang zu einem Wehrturm im inneren Teil der Anlage ermöglichte.
Von den äußeren Befestigungsanlagen ist nur der große Wachturm erhalten, der heute noch die Zufahrt beschützt.
Durch die Jahrhunderte wurde Haus Velde einigen Rittern des zum früheren Kurfürstentum Köln gehörenden Amtes Kempen als Lehen überlassen, damit diese die Grenze des Kurfürstentums zum Herzogtum Geldern sicherten. Die Burg in Kempen bezeugt ebenfalls die Bedeutung der Stadt Kempen im kurkölnisch-niederrheinischen Grenzland.
Im 20. Jahrhundert kam Haus Velde an die Stadt Kempen, die den Besitz an private Investoren verkaufte. Mit Beginn der 1970er Jahre begannen die neuen Eigentümer mit massiven Um- und Ausbauten und Renovierungsarbeiten des Gebäudekomplexes und der umgebenden Ländereien. Heute wird Haus Velde als ständig bewohntes Gebäude genutzt und befindet sich in Privatbesitz. Der Zugang bis zum Wehrturm in der Einfahrt ist möglich, eine Besichtigung der Anlage ist nicht gestattet.